# Рижская Восточная клиническая университетская больница
Рижская Восточная клиническая университетская больница (латыш. Rīgas Austrumu klīniskā universitātes slimnīca), или «Гайльэзерс», — многопрофильное учреждение здравоохранения в городе Риге (Латвия), представляющее собой объединение нескольких рижских больниц, самая крупная больница в Латвии. 
Основная база больницы — открытая 2 марта 1979 года Рижская 7-я клиническая больница «Гайльэзерс», самая современная и комфортабельная в советской Латвии на тот момент. По утверждениям советской периодики, средства на строительство больницы были собраны из доходов, полученных за безвозмездный труд рабочих во время коммунистических субботников, за что главный врач клинической больницы Я. Б. Промберг поблагодарил партию и правительство. Здание проектировал трест «Оргтехстрой».
Рижская Восточная больница основана в 2005 году путём объединения Латвийского онкологического центра с больницами «Линэзерс» и «Бикерниеки» (латыш. Slimnīca "Biķernieki"). В 2008 году Рижскую Восточную больницу объединили с больницей «Гайльэзерс».

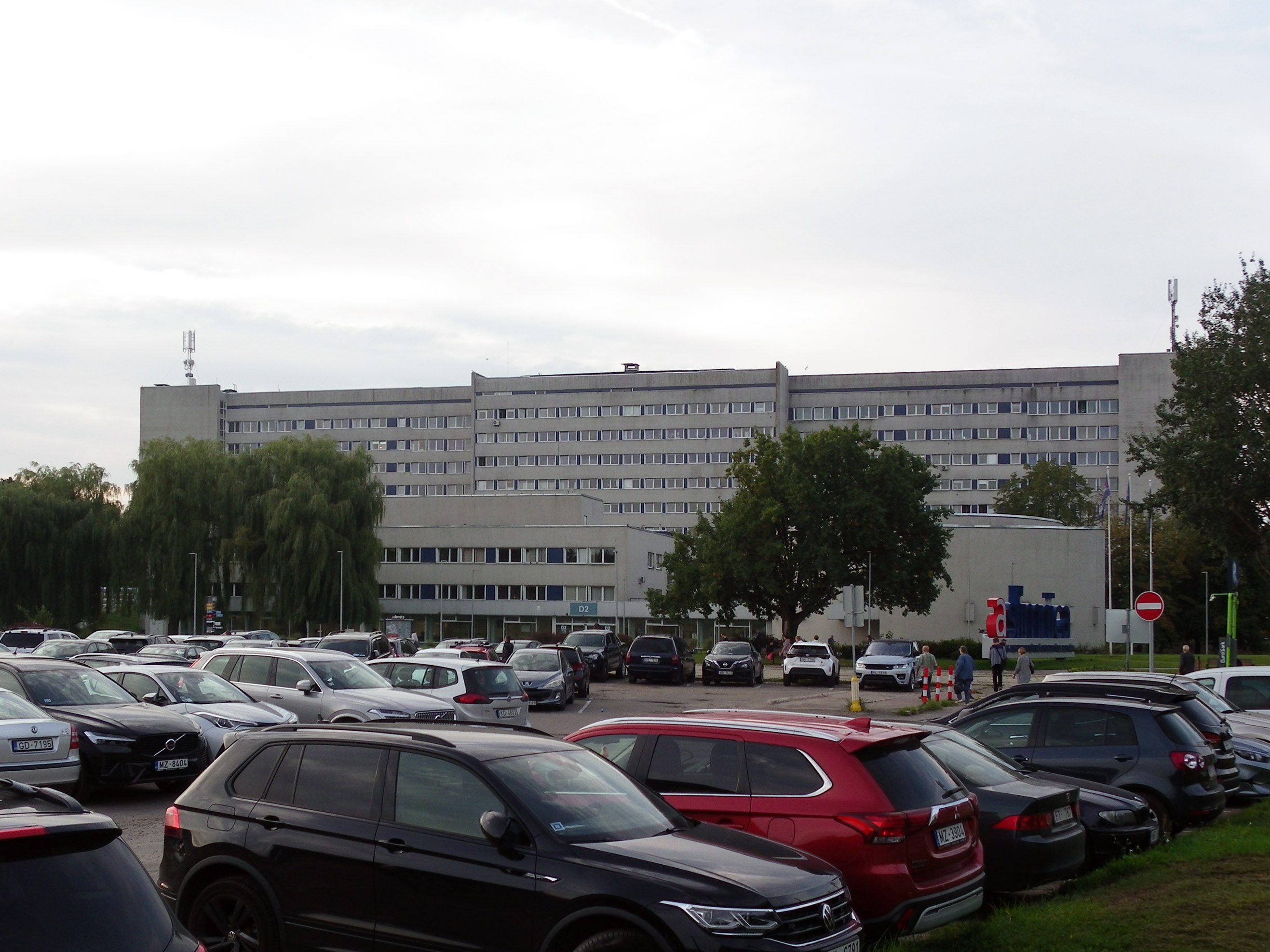
Вид на Онкологический центр

## История
Рижская 7-я клиническая больница «Гайльэзерс» была рассчитана на 2000 коек и строилась в два этапа. В первой очереди был сдан в эксплуатацию терапевтический корпус, во второй (в 1980 году) — хирургический с 16 операционными залами, оборудованными по последнему слову медицинской техники, в том числе аппаратурой для дистанционного наблюдения за состоянием больных. В больнице были построены центр сердечно-сосудистой хирургии, гастроэнтерологии, интенсивной терапии и реанимации, нейрохирургии и другие.
В уникальный больничный комплекс вошли также онкологическая больница, глазной центр, детская многопрофильная больница, дерматологическая клиника, медицинское училище, пансионат для престарелых, общежития.
Строительство «Гайльэзерса» было частью программы развития здравоохранения Латвийской ССР, в рамках которой только за одну Х пятилетку было построено 11 новых больниц и больничных корпусов, 12 поликлиник и другие объекты. «Гайльэзерс» построило СУ-58 треста «Ригастрой». На открытии первой очереди стационара присутствовали работники больницы, представители правительства республики и разных организаций. Красную ленточку перерезал первый секретарь ЦК Компартии Латвии А. Э. Восс.
В истории «Гайльэзерса» с пометкой «впервые в Латвии» задокументировано 37 записей, «впервые в Прибалтике» — 5 записей. Впервые в СССР и даже в мире здесь был внедрен метод лазерной нейрохирургии.
После восстановления независимости Латвии больница пережила ряд реорганизаций, однако продолжала совершенствовать методы обследования и лечения. Впервые в Латвии здесь были открыты Центр информации о лекарствах и отравлениях, Рижский центр обслуживания эндокринологических больных, Инсультная единица (центр интенсивной терапии и скорой помощи при инсульте), первый в Прибалтике класс обучения пациентов с сахарным диабетом. Открыты кабинет гипертензии и кабинет остеопороза, а также Кабинет обучения пациентов с бронхиальной астмой.
В 2019 году впервые с момента сдачи больницы в эксплуатацию в ее терапевтическом корпусе был начат капитальный ремонт на площади 13 300 кв.м. Его стоимость составит свыше 13 млн евро.